# ABB
ABB, acrònim d'Asea Brown Boveri, és una empresa multinacional que desenvolupa i produeix sistemes elèctrics i d'automatització amb seu a Zúric, Suïssa.
Actualment les activitats de l'empresa estan dividides en cinc segments empresarials: electrificació, màquines elèctriques, automatització industrial, robòtica i corporatiu. La primera divisió es dedica a la producció i venda de solucions per a transmissió d'energia elèctrica. El segon segment fabrica i comercialitza motors elèctrics, generadors i electrònica de potència. La divisió d'automatització industrial s'encarrega del disseny i venda de sistemes automàtics incloent-hi sensors, instrumentació, programari de control i actuadors. El segment de robòtica desenvolupa i comercialitza robots industrials, controladors, programari i servomotors per tot tipus d'aplicacions. Finalment, la branca corporativa inclou la recerca i investigació centralitzada i la gestió de béns immobiliaris, tresoreria i altres serveis.
La companyia fou fundada l'any 1988, després d'una fusió de les empreses Asea, de Suècia, i Brown, Boveri & Cie, de Suïssa. Inicialment la companyia oferia serveis a indústries molt diverses: ferroviària, gas i petroli, generació elèctrica i finances. A finals dels 90 la direcció decidiria centrar-se en els sectors elèctric i d'automatització, venent els actius de la resta d'indústries i comprant altres empreses especialitzades en automàtica. Actualment és una empresa capdavantera en aquests sectors, l'any 2020 va ingressar 28.560 milions de dòlars amb un benefici net de 2.060 milions i generava 105.000 llocs de treball.

## Història
ABB es va fundar el 5 de gener del 1988 a través d'una de les primeres fusions transnacionals d'Europa, entre la companyia sueca Asea AB i la suïssa Brown, Boveri & Cie. Un any abans de la fusió Asea ingressava 46.000 milions de corones sueques, amb un benefici de 2.600 milions i donant feina a 71.000 treballadors. Per altra banda, Brown, Boveri & Cie tenia uns ingressos de 58.000 milions de corones sueques obtenint un benefici de 900 milions amb una plantilla de 97.000 empleats. Cada soci va retenir el 50% de la propietat de la nova empresa i el director executiu d'Asea, Percy Barnevik, va mantenir el càrrec a ABB.
Les companyies predecessores d'ABB, Asea i Brown, Boveri & Cie, van ser part de les firmes d'enginyeria que van encapçalar la segona revolució industrial a Europa al segle XIX. Asea havia liderat el negoci de la generació i distribució d'electricitat d'ençà de la seva fundació l'any 1883. També havia estat una empresa clau en la introducció de l'electricitat a les llars sueques i en el desenvolupament de la primera xarxa de ferrocarril de Suècia. Brown, Bover & Cie, per la seva banda, s'havia dedicat al subministrament d'un ampli ventall de maquinària elèctrica per tot Europa des de la seva fundació l'any 1891.
Durant els primers dos anys després de la fusió, ABB va començar un gran programa d'expansió del negoci de transmissió d'energia elèctrica. La companyia va créixer ràpidament i va adquirir 55 companyies als Estats Units d'Amèrica i a l'Europa occidental. Amb la caiguda del teló d'acer, l'any 1989, ABB també es va expandir a l'Europa de l'est. A més a més, ABB va introduir-se al mercat asiàtic durant la primera meitat dels 90 a través d'adquisicions i joint ventures i s'hi va continuar expandint fins i tot durant la crisi financera del sud-est asiàtic del 1997.
A finals dels 90, ABB oferia un ampli ventall de productes i serveis a molts sectors: ferroviari, gas i petroli, generació d'electricitat i serveis financers. El 1996 Göran Lindahl va ser nomenat director executiu i, per eliminar ineficiències, va decidir centrar les activitats en dues àrees: maquinària elèctrica i automatització. El 1999 es van vendre els actius dels sectors ferroviari, d'energia nuclear i generació elèctrica. El 2003 els serveis financers d'ABB es van vendre a General Electric. Per altra banda, ABB va invertir en companyies de software i el 1998 va adquirir l'empresa Elsag Bailey Process Automation, convertint-se en una companyia puntera en el mercat de l'automatització.

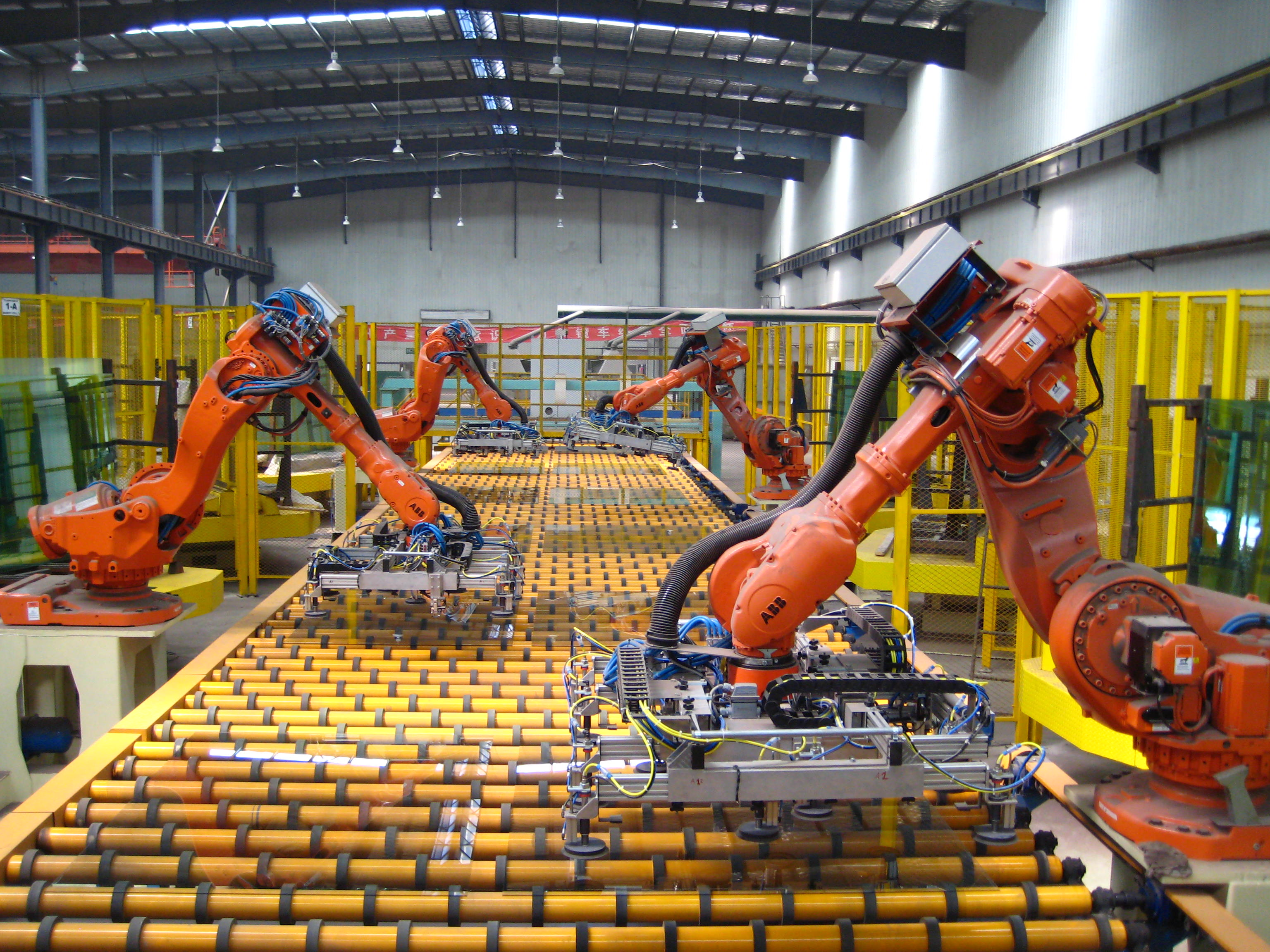
Robots articulats d'ABB amb un terminal de succió per moure panells de vidre.

La ràpida expansió i la reorientació del negoci d'ABB cap a un model tecnològic va afectar negativament l'empresa. Els ingressos es van reduir a uns 20.000 milions de dòlars l'any i el BAII va arribar a fregar el 2% dels ingressos entre els anys 2000 i 2005, amb el valor de les accions reduint-se dràsticament. El moment crític per a l'empresa fou entre els anys 2002 i 2003, quan la companyia va estar al marge de fer fallida. Durant aquesta època es van succeir, ràpidament, diferents directors executius: el 2001 es va nomenar com a director executiu Jörgen Centerman, el va seguir Jürgen Dormann escollit el 2002 i Fred Kindle el 2005. Alhora es van despatxar nombrosos treballadors, passant de 160.000 treballadors l'any 2000 a 104.000 empleats el 2005.
Tot i això, a partir del 2006 els canvis van donar fruit i la companyia va tornar a oferir xifres de beneficis semblants a les de finals de la dècada dels 90. L'any 2009 els ingressos havien augmentat fins als 30.000 milions de dòlars amb un BAII del 13% dels ingressos. A més a més, després que Fred Kindle marxés l'any 2008, l'americà Joe Hogan va ser nomenat director executiu, després d'haver treballat durant 23 anys a General Electric. Aquest fitxatge, i la seva bona gestió durant cinc anys, van estabilitzar ABB. L'any 2009, després de la reorganització l'estructura interna d'ABB estava composta de 5 divisions: productes de potència, sistemes de potència, productes d'automatització, processos d'automatització i robòtica. Els productes de potència eren la secció que més ingressos generava per ABB, amb un 32% de totes les vendes l'any 2009. Aquesta divisió fabricava transformadors, aparells de commutació, tallacircuits i altres productes per controlar la xarxa elèctrica. El segment de sistemes de potència contribuïa en un 19% dels ingressos del 2009 i desenvolupava subestacions, convertidors d'alta potència, cables submarins i sistemes per automatitzar estacions de generació d'electricitat. La divisió de productes d'automatització representava un 25% del total d'ingressos de l'any 2009 i comercialitzava electrònica de potència per distribució d'electricitat. El segment de processos d'automatització, que ingressava un 21% del total de vendes del 2009, oferia productes i serveis per automatitzar indústries. Finalment, el 3% d'ingressos restant del 2009 provenia de la secció de robòtica, encarregada de fabricar i vendre robots industrials. El 2021, ABB assoliria la xifra de 500.000 robots industrials instal·lats.